# یواس‌اس پرینستون (سی‌جی-۵۹)
یواس‌اس پرینستون (سی‌جی-۵۹) (به انگلیسی: USS Princeton (CG-59)) یک کشتی است که طول آن 567 feet (173 m) می‌باشد. این کشتی در سال ۱۹۸۷ ساخته شد.